# فاستيتاس بورياليس

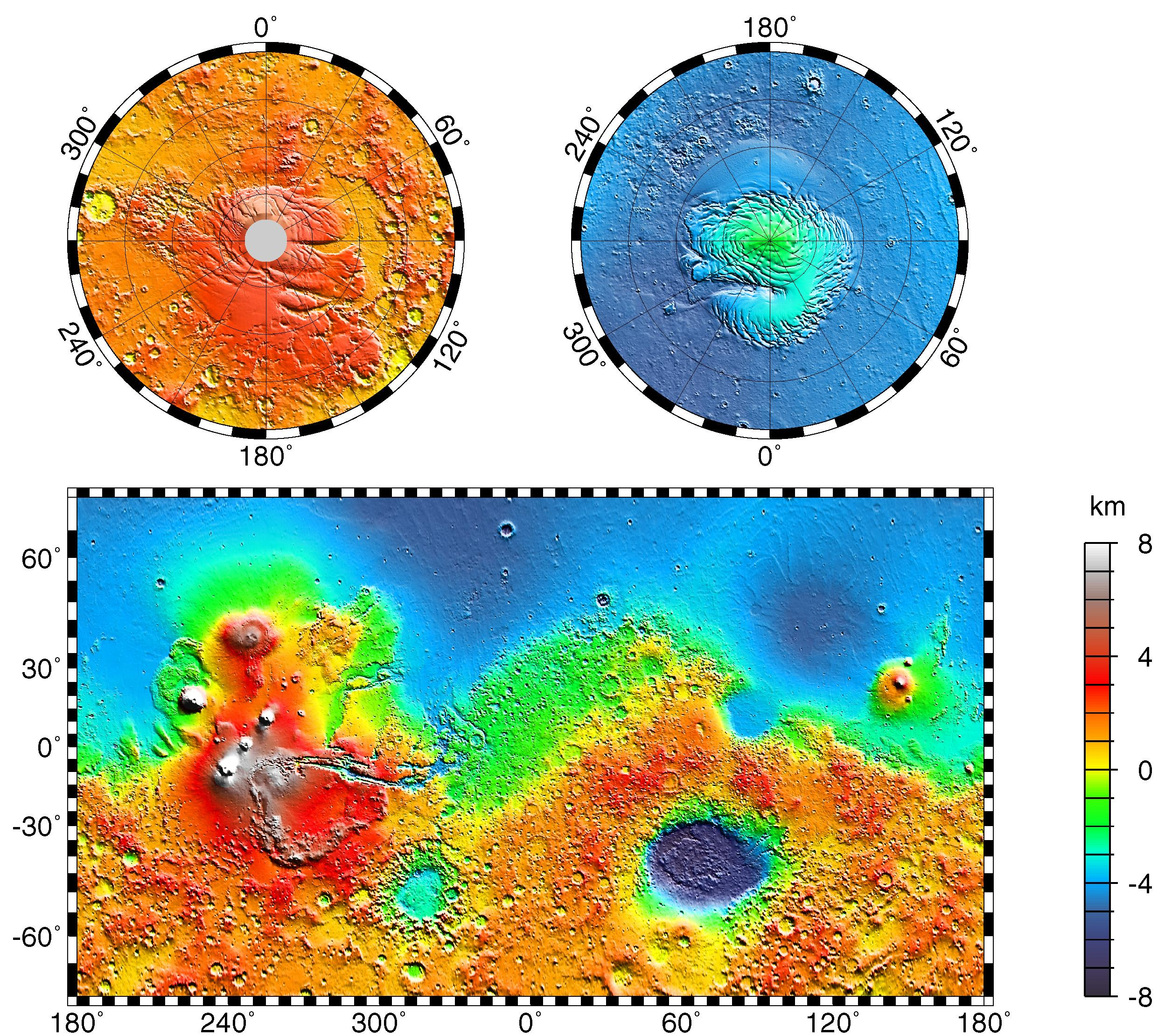
السهول الشمالية على المريخ, أعلى الخريطة

منطقة فاستيتاس بورياليس أو السهول الشمالية هي مساحة كبيرة منخفضة تحيط بالقطب الشمالي لكوكب المريخ. في المتوسط، ارتفاع المنطقة يقل 4-5 كيلومترا عن نصف الكرة الجنوبية للكوكب. كيفية تشكيل هذا الحوض أمر غير معروف، على الرغم من أن الباحثين يعتقدون أنه تكون نتيجة ارتطام نيزك كبير في الماضي البعيد للمريخ.
اسم المنطقة يعني المصطلح اللاتيني «الصحراء القطبية».
من تضاريس المنطقة تضاريس متعرجة هي كثبان الرملية تتألف أساسا من البازلت (صخور بركانية) أو الجبس (مواد كبريتية تتشكل بتأثير المياه). هناك تحولات من شكل الكثبان البرخانية (الكثبان هلالية الشكل، وهي بصورة عامة أعرض مما هي عليه من الطول) إلى الكثبان النجمية، حيث أن الرياح تغيّر الكثير في هذه المنطقة.
في 25 أيار / مايو 2008 هبط مسبار فينيكس لاستكشاف المريخ التابع لوكالة الفضاء الأمريكية بنجاح في هذه المنطقة.

## معرض صور

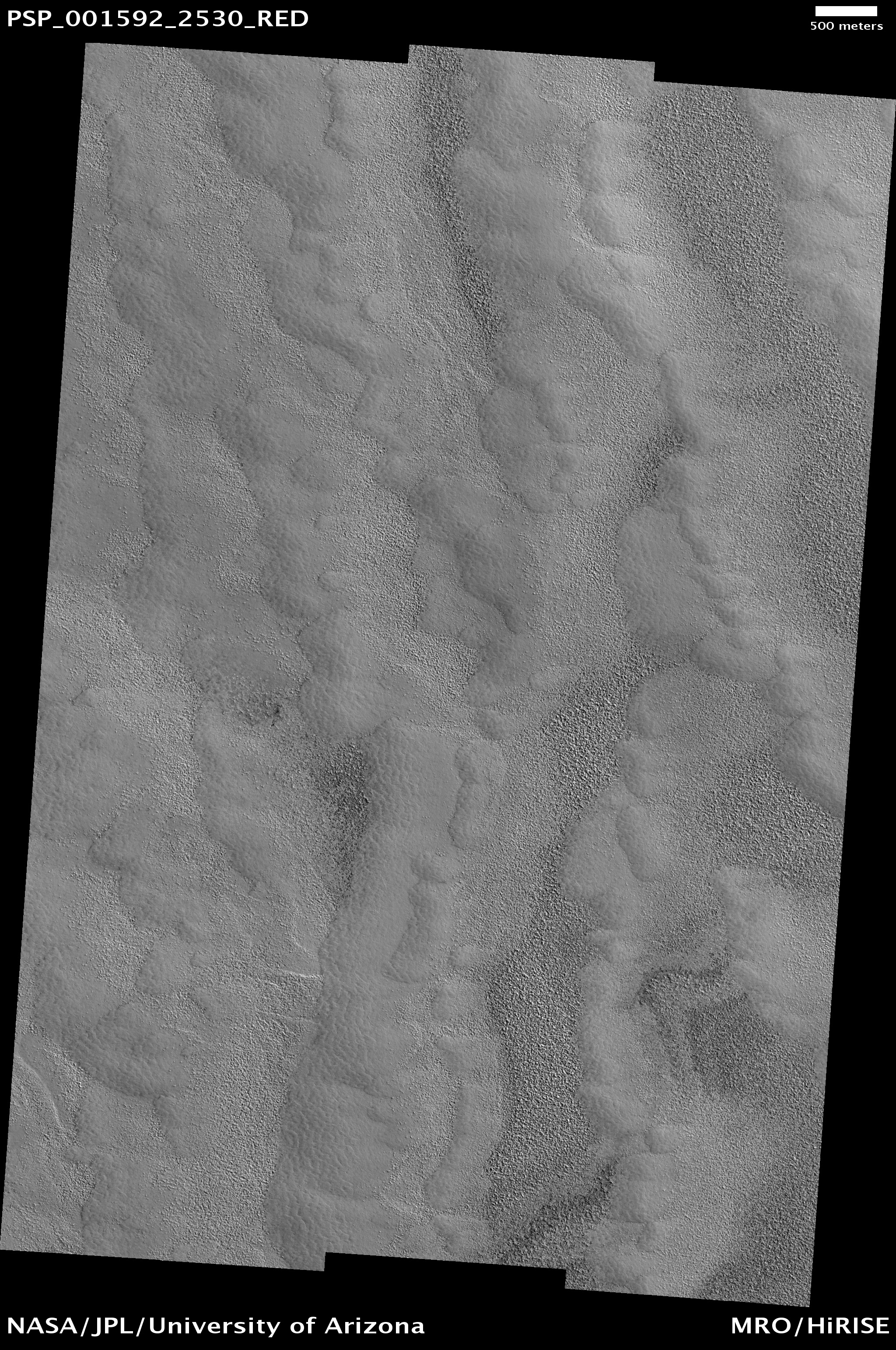
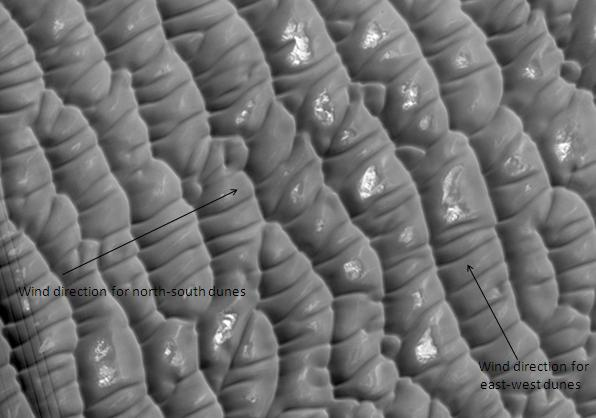
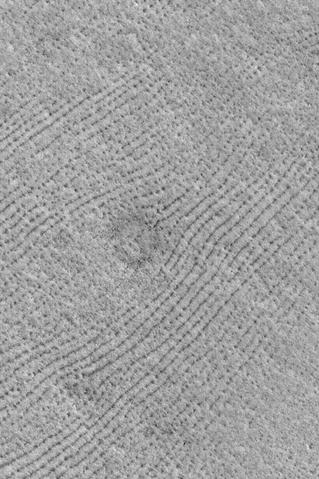
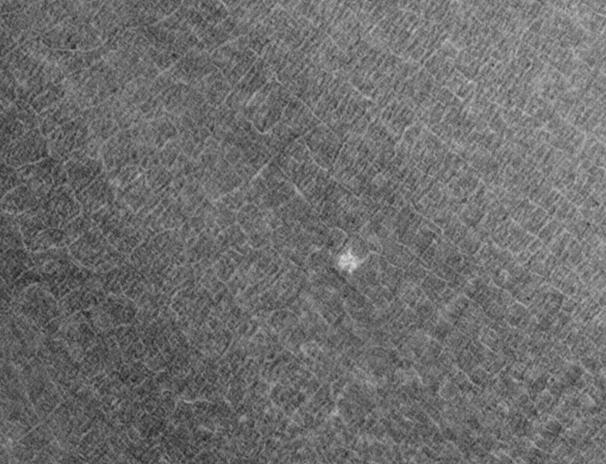